# Sareh Javanmardi
Sareh Javanmardi, née le 5 décembre 1984 à Chiraz, est une tireuse sportive handisport iranienne concourant dans la catégorie SH1 pour les athlètes pouvant tenir l'arme seul. Elle est la première iranienne à remporter l'or en tir sportif aux Jeux paralympiques.

## Carrière
Ayant débuté le tir sportif en 2008, elle participe à ses premiers Jeux paralympiques en 2012 où elle décroche le bronze au pistolet à 10 m air comprime SH1,.
Aux Jeux paralympiques d'été de 2016 à Rio de Janeiro, elle remporte la médaillée d'or sur le pistolet à 10 m air comprimé SH1 avec un score de 193.4 points, nouveau record du monde de la discipline.
En 2018, aux Championnats du monde handisport de tir à Cheongju (Corée du Sud), elle remporte son deuxième titre mondial en pistolet à 10 m air comprimé SH1 en battant l'Ukrainienne Iryna Liakhu lors de la dernière manche. Lors de cette compétition, elle reçoit pour la première fois de sa carrière une pénalité. Sur le pistolet à 50 m mixte SH1, elle est la seule femme inscrite et empoche l'or. Quelques mois plus tard, elle est nommée porte-drapeau de la délégation iranienne lors de la cérémonie d'ouverture des Jeux para-asiatiques à Jakarta.
En 2021, elle conserve son titre paralympique en tir au pistolet à 10 m air comprimé SH1 avec 239.2 points, nouveau record du monde de la discipline.